# Giuseppe Livizzani
Giuseppe Livizzani (ur. 20 marca 1688 w Modenie, zm. 21 marca 1754 w Rzymie) – włoski kardynał.

## Życiorys
Urodził się 20 marca 1688 roku w Modenie, jako syn Paola Camilla Livizzaniego i Ippolity Mulazzani. W młodości został referendarzem Trybunału Obojga Sygnatur i protonotariuszem apostolskim. Od 1740 pełnił funkcję sekretarza ds. Memoriałów. 26 listopada 1753 roku został kreowany kardynałem diakonem i otrzymał diakonię Santi Vito, Modesto e Crescenzia. Zmarł 21 marca 1754 roku w Rzymie.